# سوليلي
سوليلي أو سوليلو ملك آشوري. كان قد حكم حوالي سنة 2000 قبل الميلاد وهو نجل الملك أمينو، ويعتبر مؤسس سلالة سوليلي الملكية.
يتوقع أن تكون فترته قد بدأت خلال عهد إبي سين ملك بلاد سومر وأكد للفترة (1963-1940 ق.م)وآخر ملوك سلالة أور الثالثة عندما دب الضعف في سلالة اور الحاكمة وهوجمت الإمبراطورية السومرية من القبائل السامية أو الأمورية التي قدمت من بلاد الشام على شكل مجموعة من الهجرات وتمكنت بعضها تأسيس بعض المدن والاستقلال عن السيطرة السومرية حتى تمكن العيلاميون من الاستقلال وإسقاط حكم سلالة أور الثالثة سنة 1940 ق م. وكان الآشوريون من بين تلك الأقوام التي نالت الاستقلال بسقوط الدولة السومرية.
من خلال ملاحظة قائمة ملوك آشور، نجد أنه قد سبق سوليلي 26 ملكاً على آشور، 16 منهم كانوا يعيشون حياة البدو من اللذين يسكنون الخيام وعرفوا باسم «ملوك الخيام»، و 10 ملوك سموا بـ«ملوك الأسلاف» من غير المعروفين، ولم تحدد إذا كانت هناك قرابة فيما بينهم، ويعتقد أنهم ربما كانوا زعماء قبائل لا أكثر. والملك السادس عشر أوشبيا قام بتأسيس معبد آشور، حيث أنهى بذلك حياة البدو الرحل للقبائل الآشورية، وبدأت استمرارية الأسر الحاكمة في نهاية القرن الثاني والعشرين قبل الميلاد أو بداية القرن الحادي والعشرين قبل الميلاد. لقد خلف الملك أوشبيا عشرة ملوك (خلال حوالي 200 سنة) حتى نصل الملك الحادي عشر (سوليلي) الذي يعد الأول من بين سلسلة من ستة ملوك خلفوه على حكم آشور. ولكن آشور كمدينة وعبادة الإله آشور كانت موجودة قبل عهد أوشبيا (قد وجدت آشور بين 2500 حتى 2000 قبل الميلاد)؛ وتبين الآثار التي عثر عليها إن مدينة آشور كان موجودة قبل ذلك التاريخ بكثير. ومن المعروف أن لائحة ملوك آشور لا تتضمن فترات الهيمنة الأجنبية التي كان ينصب فيها حاكماً لآشور (زاريقوم) بالنيابة عن أمار سين ملك أور، حيث لم تدرج تلك الأسماء على قوائم ملوك آشور.
ومن الممكن ان يكون سوليلي قد عين حاكماً على آشور من قبل الدولة السومرية ولكن اتباعه كانوا دائما ما يلقبونه بملك آشور باستمرار. حيث يعتقد أنه قد أعلن تأسيس الدولة الآشورية بمجرد سقوط الدولة السومرية بعد أن كانت تابعة لها لمئات السنين.